# Blue-eyed soul
El término genérico blue-eyed soul se usa para referirse a la música soul y R&B interpretada por blancos. Tampoco se trata de un estilo concreto de música, ya que se ha aplicado para referirse a distintos grupos de artistas y grupos desde la década de 1960:
- cantantes blancos del Rhythm and Blues "mainstream" como Teena Marie, Christina Aguilera, Anastacia, Jonathan Buck, Michael McDonald, Hall & Oates, George Michael, Amy Winehouse, Duffy y Joss Stone;

- a finales de la década de 1980, la prensa británica empezó a utilizarlo también para referirse a una generación de artistas británicos (entre los que estaban Alison Moyet, Simply Red, Human League, Rick Astley, Spandau Ballet y Culture Club) que aunaban elementos de los estilos clásicos Motown y Stax del soul; un poco antes, a mediado de los 80, a las bandas de ese tipo junto con otras como Sade se las englobaba en un estilo llamado JAZZY, que luego cayó en desuso.

Sin embargo, el "white soul", como se le llamaba en los ´60 y principios de los ´70, se aplicaba a cantantes blancos cuyo estilo estaba muy influido por el rhythm and blues de la época. Se aplicaba a artistas como Eric Burdon, Dusty Springfield y Van Morrison al principio, para evolucionar más tarde a través de otros como The Box Tops, Robert Palmer o Joe Cocker. En algunos casos (destacando The Flaming Ember y The Young Rascals) los artistas pasaban por miembros de raza negra en la radio (muchas veces de forma deliberada para no perder a la audiencia de raza negra que rechazaba, a menudo, a estos artistas).
En menor medida esta etiqueta se le puede aplicar a otros géneros musicales derivados del verdadero soul (como el dirty pop, el urban o el hip-hop soul) así como a artistas inspirados por el soul y cuyas composiciones entran y salen del género, como Justin Timberlake, Kelly Clarkson, JoJo, entre otros.
- Datos: Q885561